# Avro Vulcan
Az Avro Vulcan (1963 júliusától Hawker Siddeley Vulcan) négy sugárhajtóműves deltaszárnyú nagy magasságú stratégiai bombázó, melyet 1956-tól 1984-ig a Brit Királyi Légierő alkalmazott.
A repülőgépgyártó A.V. Roe and Company (közkeletű nevén Avro) a bombázót a B.35/46-os specifikáció alapján tervezte. Az 1950-es években kifejlesztett három V-bombázó (Valiant, Victor, Vulcan) közül ezt tartották a műszakilag legfejlettebbnek és a legkockázatosabb megoldásnak. A deltaszárnyas tervezési elvek tesztelésére és finomítására több csökkentett méretű repülőgépet gyártottak, amelyek az Avro 707 típusjelzést kapták.
Az első B.1-et 1956-ban szállították le a RAF-nak; a továbbfejlesztett B.2 szállítása 1960-ban kezdődött. A B.2 erősebb hajtóművekkel, nagyobb felületű és módosított alakú szárnnyal, továbbfejlesztett elektromos rendszerrel és elektronikus zavaróberendezésekkel rendelkezett, és számos példányát átalakítottak a Blue Steel rakéta hordozására. A V-haderő részeként a típus volt az Egyesült Királyság légi nukleáris elrettentő erejének gerince volt a hidegháború nagy részében. Bár jellemzően nukleáris fegyverekkel volt felfegyverezve, hagyományos bombázási feladatokat is végre tudott hajtani, amit az Egyesült Királyság és Argentína között 1982-ben a Falkland-szigeteki háború során a Black Buck hadművelet során ki is használtak.
A Vulcan nem rendelkezett védelmi fegyverzettel, kezdetben nagy sebességű, nagy magasságú repülésre támaszkodott az elfogás elkerülése érdekében. A B.1A és a B.2 változatok 1960 körül kezdték alkalmazni az elektronikus elhárítást. Az 1960-as évek közepén váltottak át az alacsony repülési taktikára. Az 1970-es évek közepén kilenc gépet alakítottak át tengerészeti radaros felderítő műveletekre, és átnevezték őket B.2 (MRR) típusúra. A szolgálat utolsó éveiben hat példányt átalakítottak K.2 tanker konfigurációra légi utántöltés céljából.
Miután a RAF nyugdíjazta, az egyik példányt, a B.2 XH558-at, a The Spirit of Great Britain nevű gépet felújították, hogy légi bemutatókon használják, míg két másik B.2-t, az XL426-ot és az XM655-öt gurulóképes állapotban tartottak földi bemutatók céljára. Az XH558-at egy civil alapítvány később jelentős összefogás keretében felújította, és 14 év után ismét röpképes állapotba hozták, és 2007-től kezdve évekig a brit repülőnapok legnagyobb látványossága lett. 2015 októberében repült utoljára, azóta szintén guruló állapotban tartják, azóta nincs röpképes példánya a típusnak.
Magyar vonatkozású érdekessége, hogy évtizedeken át a Magyar Televízión sugárzott Delta című ismeretterjesztő műsor főcímének legelején szerepelt, és annak arculatában sokáig meghatározó maradt.

## Fejlesztése

### A kezdetek
A Vulcan és a többi V-bombázó eredete a korai brit atomfegyver-programhoz és a nukleáris elrettentés politikájához kapcsolódik. A brit atombomba-program az 1946 augusztusában kiadott OR.1001 számú légi személyzeti hadműveleti előírással kezdődött. Ez előrevetítette az 1947. januári kormányhatározatot az atomfegyverekkel kapcsolatos kutatási és fejlesztési munkák engedélyezéséről, mivel az Egyesült Államok 1946. évi atomenergia-törvénye (McMahon-törvény) megtiltotta a technológia és eszközök exportját még olyan országok számára is, amelyek együttműködtek vele a Manhattan tervben. Az OR.1001 irányelvei szerint a leendő atomfegyver hossza nem haladhatja meg a 24 láb 2  hüvelyket (7,37 m), az 5 láb (1,5 m) átmérőt és a 10 000 font (4500 kg) tömeget. A fegyvernek alkalmasnak kellett lennie 20 000 és 50 000 láb (6 100 és 15 200 m) közötti magasságból való bevetésre.
1947 januárjában az Ellátási Minisztérium B.35/46-os specifikáció néven felhívást tett közzé az Egyesült Királyság repülőgyártó vállalatai számára, hogy eleget tegyen az OR.229 számú követelményének. Ez egy olyan jövőbeli közepes hatótávolságú bombázóra vonatkozott, amely képes egy 10 000 font (4500 kg) bombát 1500 tengeri mérföld (2800 km) távolságra célba juttatni egy olyan bázisról, amely a világ bármely pontján lehet. Emellett 35 000 és 50 000 láb (11 000 és 15 000 m) közötti magasságban 500 csomós (930 km/h) utazósebességet határoztak meg. A maximális tömeg teljes terheléssel nem haladhatja meg a 100 000 fontot (45 000 kg). Alternatív megoldásként a repülőgépnek 20 000 font (9100 kg) hagyományos bombateher hordozására is képesnek kellett volna lennie. A hasonló jellegű OR.230-as követelmény egy 2000 tengeri mérföld (3700 km) hatósugárral rendelkező távolsági bombázó építését irányozta elő, melynek maximális tömege 200 000 font (91 000 kg) teljesen megrakott állapotban; ezt a követelményt a későbbiekben túl szigorúnak ítélték. Végül 6 vállalat nyújtott be műszaki tervezetet a specifikációhoz, köztük az Avro.
1947. április végéig kellett a pályázatot benyújtani, és a munka a B.35/46 specifikáció kézhezvételével kezdődött az Avronál Roy Chadwick műszaki igazgató és Stuart Davies főtervező vezetésével, a repülő kezdeti típusjelzése Avro 698 volt. A tervezőcsapat számára nyilvánvaló volt, hogy a hagyományos repülőgépek nem felelhetnek meg a specifikációnak. A Royal Aircraft Establishmenttől (RAE) vagy az Egyesült Államokból nem állt rendelkezésre érdemleges információ a nagy sebességű repülésről. Az Avro tisztában volt vele, hogy a német Alexander Lippisch korábban már tervezett deltaszárnyú vadászgépet, és úgy vélte, hogy ugyanaz a delta konfiguráció alkalmas lenne az ő bombázójukhoz is. A csapat becslése szerint egy egyébként hagyományos szárnyfelépítésű, 45°-os nyilazású repülőgép megduplázta volna a tömegigényt. Felismerve, hogy az elsodort szárnyak növelik a hosszirányú stabilitást, a csapat elhagyta a tervekből a hátsó vízszintes vezérsíkot és a hozzá tartozó törzsszakaszt, így a végső kialakítás egy visszavágott csupaszárny lett volna, amelyhez csak egy csökevényes elülső törzs és mindkét szárnyvégen egy-egy függőleges vezérsík tartozott volna. A becsült tömeg már csak 50%-kal haladta meg a követelményt; a delta alakzat a szárnyfesztávolság csökkentéséből és a szárnyfelület fenntartásából adódott a szárnyvégek közötti tér kitöltésével, ami lehetővé tette a specifikáció teljesítését. Bár Alexander Lippisch-t általában a deltaszárny úttörőjeként tartják számon, Chadwick csapata a saját logikus tervezési folyamatát követte. Az eredeti tervbenyújtásban négy nagy gázturbinás sugárhajtóművet helyeztek el páronként a szárny középvonalának két oldalába süllyesztve, és a hajtóművek külső oldalán kapott volna helyet a két bombatér.
1947 augusztusában Chadwick életét vesztette az Avro Tudor 2 prototípus balesetében, helyét Sir William Farren vette át. A szárnyvastagság csökkentése lehetetlenné tette az osztott bombaterek és egymásra helyezett hajtóművek beépítését, így a hajtóművek párosával egymás mellé kerültek az egyetlen bombatér két oldalára, ezzel a törzs némileg megnőtt. A szárnyvégiek helyett végül egyetlen függőleges vezérsíkot terveztek a repülőgép középvonalába. A rivális gyártó Handley Page 1947 novemberében kapott prototípusszerződést a háromszorosan nyilazott fecskeszárnyú HP.80 B.35/46 tenderére. Bár a legjobb megoldásnak tartották, az Avro tervére vonatkozó szerződés odaítélése elhúzódott, amíg a leendő gép kivitelezhetőségét megállapították. A két Avro 698 prototípus megépítésére vonatkozó megrendelést 1948 januárjában kapta meg a gyár. Mivel mindkét terv radikális újításokat tartalmazott, így azok kudarcának esetére biztonsági megoldásként a Short Brothers szerződést kapott az SA.4 prototípusra a kevésbé szigorú B.14/46 specifikáció szerint. A később Sperrin névre keresztelt SA.4-re végül nem volt szükség, így nem került sorozatgyártásba. 1948 áprilisában a Vickers-Armstrongs felhatalmazást kapott arra is, hogy a 660-as típussal folytathassa, amely ugyan elmarad a B.35/46 specifikációtól, de hagyományosabb kialakítású, és ezáltal hamarabb szolgálatba állítható lesz átmeneti megoldásként addig, amíg a másik két típus el nem készül. Ez a gép később Vickers Valiant néven vált a V-bombázók első aktív tagjává.

### Avro 707 és Avro 710
Mivel az Avronak nem volt korábban repülési tapasztalata a deltaszárnyú gépekkel, így a cég két kisebb kísérleti repülőgépet tervezett a 698-ashoz, az 1:3 méretarányú 707-es modellt az alacsony sebességű és az 1:2 méretarányú 710-es modellt a nagy sebességű tesztrepülésekhez. Mindegyik típusból kettő példányt rendeltek. A 710-es projektet törölték, mivel túl időigényesnek találták a fejlesztését, a helyére a 707-es nagy sebességű változatát tervezték, a 707A-t. Az első 707-es, a VX784 lajstromjelű példány 1949 szeptemberében repült először, de még abban a hónapban lezuhant, a balesetben meghalt az A&AEE vezető tesztpilótája, Samuel Eric Esler.
A második alacsony sebességű 707-es, a VX790-es, amelyet a még befejezetlen 707A orrával és katapultüléssel építettek, és 707B-re újratervezték, 1950 szeptemberében repült az Avro tesztpilóta, Roland Falk vezetésével. A gép különlegessége volt a többi példányhoz képest, hogy a két szárnytövi légbeömlő helyett egyetlen nagy, a gép tetején található légbeömlőt alakítottak ki. A nagy sebességű 707A, a WD480 első felszállására 1951 júliusában került sor.
A 707-es program késése miatt a 707B és 707A hozzájárulását a 698-as alapkialakításához nem tekintették jelentősnek, bár rávilágított az orrfutómű hosszának növelésére, hogy a talajhoz képest 3,5°-os beesési szöget biztosítsa az optimális felszállási helyzethez.. A 707B és 707A bizonyította a terv érvényességét, és bizalmat adott a deltaszárnyas formához. Egy második 707A, a WZ736 és egy kétüléses 707C, a WZ744 is elkészült, de ezek már nem játszottak szerepet a 698 fejlesztésében.

### Prototípusok

#### VX770

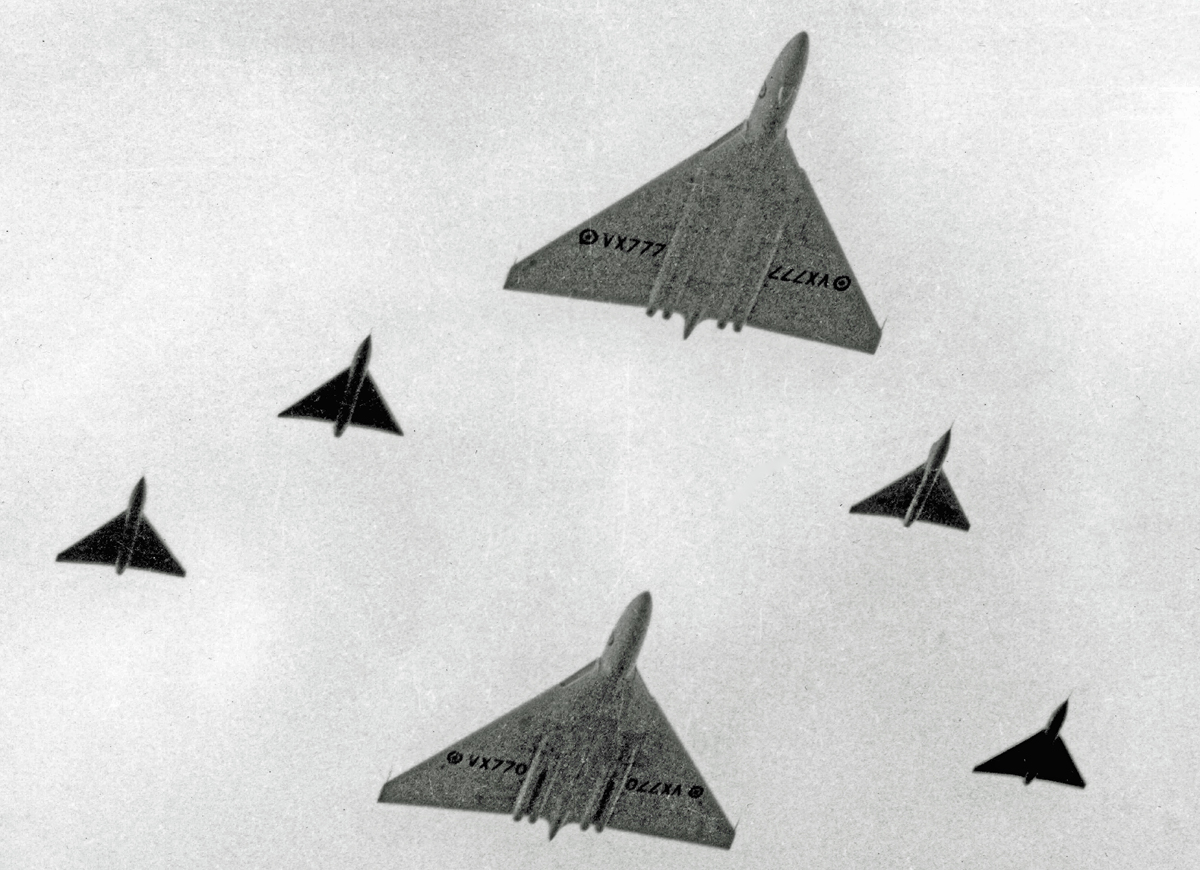
Az VX770 és VX777 lajstromú Vulcan prototípusok, valamint a 4 Avro 707 az 1953-as Farnborough Air Show-n

Az Avro 707-nél nagyobb hatást gyakorolt a 698-as kialakítására a RAE Farnborough-ban végzett szélcsatornás tesztjei. Ez szükségessé tette a szárny újratervezését, amely magában foglalta a hajlított és lehajló elülső élt és az örvénygenerátorokat, hogy elkerüljék a kompressziós ellenállás kialakulását, ami korlátozta volna a maximális sebességet. Ez a szárnymódosítás eredményezte a „2. fázisú” szárnyat, amelyet először az Avro 707A WD480-on vizsgáltak. Ez a módosítás túl késői volt ahhoz, hogy beépítsék a két prototípus 698-asba és az első három B.1-es repülőgépbe az első repülések előtt. A B.1-eseket utólag hamar felszerelték a javításokkal.
A fényes fehérre festett VX770 lajstromú 698-as prototípus szabályos, „tiszta” delta szárnyával 1952. augusztus 30-án emelkedett először a levegőbe Roly Falk berepülő pilóta irányításával. A VX770-et, amelyet csak az első pilóta katapultülésével és egy hagyományos kormánnyal szereltek fel, négy Rolls-Royce RA.3 Avon sugárhajtóművel és 4-szer 29 kN tolóerővel látták el, mivel a tervezett Bristol Olympus hajtóművek még nem álltak rendelkezésre. A prototípusnak voltak ugyan üzemanyag-tartályai a törzsében, de szárnytartályai még nem, ezért ideiglenes póttartályt szállítottak a bombatérbe. A VX770 a következő hónapban az 1952-es British Aircraft Constructors Society (SBAC) által szervezett Farnborough Air Show-n mutatkozott be a nagyközönség előtt, amikor Falk egy szinte függőleges felszállást mutatott be vele.
Farnborough-i megjelenése után az Avro 698 jövőbeli neve találgatások tárgya lett. Az Avro határozottan az Ottawa nevet ajánlotta a cégnek az Avro Canadával való kapcsolata tiszteletére. A Flight hetilap az Albiont javasolta, miután elutasította az Avenger, Apollo és Assegai neveket. A légierő vezérkari főnöke névadáskor a V-bombázó koncepciót részesítette előnyben, és a Légi Tanács 1952 októberében bejelentette, hogy a 698-as a tűz és a fegyverek római istene után a Vulcan nevet fogja viselni.
1953 januárjában a VX770 egy időre a földre kényszerült a szárny üzemanyagtartályainak és az új, Armstrong Siddeley ASSa.6 Sapphire típusú, 33 kN tolóerejű hajtóművek, valamint egyéb rendszerek beszerelése miatt, és csak 1953 júliusában szállhatott fel újra. 1957-től a gépet a Rolls-Royce Conway turbóventilátoros sugárhajtómű repülő tesztpadjaként használták, az üzemeltetését ekkoriban a Rolls-Royce vette át.
A VX770 1958. szeptember 20-án részt vett az angliai csata emlékére megrendezett repülőnapon a RAF Syerston légibázison. A Vulcan áthúzott a 07-es kifutópálya fölött, majd jobbra fordulva emelkedésbe kezdett, ám a manőver során a jobb oldali szárny szétszakadt és a főmerevítő eltört, aminek következtében a szárnyszerkezet teljesen megsemmisült, a szétporladó üzemanyag pedig kigyulladt. Az irányíthatatlan gép a földbe csapódott, a balesetben a Vulcan legénységének mind a négy tagja életét vesztette, valamint a kifutópálya személyzetének további három tagja a földön. Egy közeli mentőautóban várakozó három katona is megsérült a balesetben keletkezett törmeléktől. A baleset hivatalos elsődleges oka a repülőgépszárny főmerevítőjének súlyos szerkezeti sérülése volt, amit amatőr felvételek, fényképek és szemtanúk beszámolói is megerősítettek. A hiba okát a vizsgálóbizottság nem határozta meg, de a Rolls-Royce által felkért kivizsgáló felvetette, hogy a fő ok az lehetett, hogy a pilóta a tervezett műrepülő bemutató végrehajtása során túllépte a prototípus csökkentett sebesség- és fordulási sebességhatárait. Szintén hozzájárulhatott az anyagfáradáshoz és a szerkezet meggyengüléséhez a prototípusgép használata, mivel a sárkányszerkezet, majd a különféle hajtóművek tesztelése során jóval nagyobb terhelést kapott, nem beszélve a bemutatók műrepülő manővereiről. Az Avro mérnökei ugyanis minden egyes bemutató után tüzetesen átvizsgálták a gépet, a baleset idején viszont a Rolls-Royce munkatársai repülték és üzemeltették a gépet, akik valószínűleg nem vették át a gyártó szigorú óvintézkedéseit.

#### VX777
A második prototípus, a VX777 1953. szeptember 3-án szállt fel először. A későbbi sorozatgyártású repülőgépekre jellemzően meghosszabbították, hogy beleférjen egy hosszabb orrfutómű, ezzel növelve a szárny dőlési szögét és lerövidítve a felszálláshoz szükséges távolságot. Az pilótafülke alatt egy vizuális célzókabint alakítottak ki, és a jóval erősebb, 43,4 kN tolóerejű Bristol Olympus 100 sugárhajtóművekkel szerelték fel. A berepülőpilóta Falk javaslatára a vadászgépekre jellemző botkormányra cserélték le az addig használt hagyományos ökörszarv formájú kormányt. A VX770-hez hasonlóan a VX777 is még az eredeti, egyenes belépőélű deltaszárnnyal épült. Nem sokkal az elkészülte után látványos légibemutatón vett részt a VX770 és a négy Avro 707  kötelékében az 1953-as Farnborough Air Show-n. Az 1954. júliusi kísérletek során a gép súlyosan megsérült egy farnborough-i leszállás során. A javítás során még erősebb, 49 kN tolóerejű Olympus 101-es hajtóművekkel szerelték fel, mielőtt folytatták volna az Avroval és az Repülőgép és a Fegyverzet Kísérleti Létesítménnyel (A&AEE) a vizsgálatokat a Boscombe Down-i kísérleti bázison.

### További tesztek és a tanúsítások
Az A&AEE által az VX777-esen nagysebességű és nagy magasságú repülési tartományban végzett vizsgálata során a határ Mach-számhoz közeledve enyhe buffetinget (a légörvények leválása által okozott nagy frekvenciájú vibrációt) és más nemkívánatos repülési jellemzőket tapasztaltak, beleértve a riasztó hajlamot az irányíthatatlan süllyedésre. Ezt egy fegyvertelen bombázó esetében elfogadhatatlannak ítélték. A 2. fázisú szárny felszerelése megszüntette a buffetinget, és egy automata trimmlappal ellensúlyozták a nagy sebességű süllyedést. Ez utóbbi a sebesség kritikus növekedésével extra felhajtóerőt hozott létre. Ez a felhajtóerő nagyobb volt, mint a zuhanás ellensúlyozásához szükséges erő, így a sebesség növekedésével a botkormányt inkább nyomni kellett, mint húzni a vízszintes repülés fenntartásához. Ez a mesterséges felhajtóerő-emelkedés a sebesség növekedésével a gép kezelhetőségét a többi repülőgépéhez tette hasonlóvá.
Az első sorozatgyártású B.1, amely az XA889 lajstromot kapta, 1955 február 14-én repült először még az eredeti szárnykialakítással, és júniusban csatlakozott a tesztekhez. 1955 szeptemberében a berepülőpilóta Falk a második sorozatgyártású géppel, az XA890-essel (amely a minisztérium légi flottájának részeként Woodfordban maradt a rádiópróbákon) a Farnborough Air Show-n a tömeget azzal kápráztatta el, hogy a második berepülésén a SBAC elnökének sátra előtt közvetlenül a felszállás után látványos palástorsót hajtott végre, mely szinte példátlannak számított egy ekkora gép esetében. Két nappal a repülés után a szolgálati és polgári légügyi hatóságok behívatták a pilótát, és felszólították, hogy tartózkodjon a veszélyes manőver végrehajtásától. Az XA889-et, amelyet már a 2. fázisú szárnnyal szereltek fel, 1956 márciusában szállították az A&AEE-hez a típus első légialkalmassági tanúsítványhoz szükséges próbákhoz, amelyet a következő hónapban sikeresen meg is kapott.
Végül a második prototípust,az VX777-et a még nagyobb, 2C fázisú szárnnyal látták el, és a későbbiekben az Olympus 104 hajtóművekkel felszerelve a későbbi B.2-esek aerodinamikai prototípusa lett. Ebben a formájában szerepelt az 1957-es Farnborough Air Show-n, ahol a Delta főcímének legelején évtizedeken át látható jelenetet is rögzítették.

## Harci alkalmazása

### A nukleáris elrettentés szolgálatában

A Skybolt rakéta 1961-es tesztelése során egy B-52 társaságában a kaliforniai Edwards légitámaszpont fölött

Nagy-Britannia független nukleáris elrettentő erejének részeként a Vulcanokat kezdetben Nagy-Britannia első nukleáris fegyverével, a Blue Danube gravitációs atombombával szerelték fel. A Blue Danube egy alacsony, néhány kilotonnás robbanóerejű fissziós bomba volt, amelyet még azelőtt terveztek, hogy az Egyesült Államok felrobbantotta volna az első hidrogénbombáját. Ezeket kiegészítették az Egyesült Államok tulajdonában lévő Mk. 5 bombák (amelyeket a Project E program keretében tettek elérhetővé az Egyesült Királyság részére), majd később a brit Red Beard taktikai atomfegyver. Az Egyesült Királyság már megkezdte saját hidrogénbomba-programját, és a fejlesztési idő áthidalása érdekében, amíg ezek elkészültek, a V-bombázókat felszerelték egy ideiglenes megatonnás robbanóerejű fegyverrel, amely a Blue Danube burkolatán alapult, de Green Grass-t, egy nagy, 400 kilotonnás robbanófejet tartalmazott, és a Violet Club nevet kapta. Csak öt példánya készült el, mielőtt a Green Grass robbanófejet beépítették volna a Yellow Sun Mk.1 néven kifejlesztett új atomfegyverbe.
A későbbi Yellow Sun Mk 2-t már Red Snow töltettel szerelték fel, amely az Egyesült Államok W28 robbanófejének brit gyártású változata volt. A Yellow Sun Mk 2 volt az első brit termonukleáris fegyver, amelyet bevetettek, és a Vulcanra és a Victorra is egyaránt felszerelték. A Valiant megtartotta a SACEUR által rendelt amerikai nukleáris fegyvereket a kétoldalú megállapodások értelmében. A Red Beard-et Szingapúrban helyezték el a Vulcan és Victor bombázók használatára. 1962-től három század Vulcan B.2-es és két század Victor B.2-es volt felfegyverkezve a Blue Steel rakétával, amelyet 1,1 megatonna erejű Red Snow robbanófejjel láttak el.
Működési szempontból a RAF Bombázó Parancsnokság és a SAC együttműködött az ún. Egységes Integrált Műveleti Tervben (SIOP), hogy 1958-tól biztosítsák az összes főbb szovjet célpont lefedettségét; 1959 végére a RAF V-bombázói közül 108-nak jelöltek ki célpontokat a haditervek szerint. 1962-től minden RAF bombázóbázison két sugárhajtású repülőgép volt nukleáris fegyverekkel felfegyverezve, és folyamatosan készenlétben állt a Quick Reaction Alert (QRA) elve szerint. A Vulcanoknak egy esetleges QRA-riasztás kézhezvételétől számított négy percen belül fel kellett szállniuk a levegőbe, mivel nagyjából ennyi idő lett volna a Szovjetunió nukleáris támadásának észlelése és a Nagy-Britanniára történő csapásmérés között. Ehhez a kijelölt gépeknek a számukra külön épített kifutópályavégi platformokon kellett tartózkodniuk a legénységükkel együtt, a legmagasabb riasztás esetén beindított hajtóművekkel várakozva. A flotta az 1962. októberi kubai rakétaválság idején volt a legközelebb ahhoz, hogy részt vegyen egy potenciális nukleáris konfliktusban, amikor is a Bombázó Parancsnokságot a 3. riasztási fokozatba helyezték át, ami a normál műveleteknél jóval fokozottabb felkészültségi állapot, és a riasztástól számított 2 percen belüli felszállást jelentett volna; a magas fokú készültség végül november elejéig tartott.
A Vulcanokat a Blue Steel helyettesítésére szolgáló amerikai fejlesztésű GAM-87 Skybolt szuperszonikus rakétával tervezték felszerelni, a B.2-esek pedig két Skyboltot szállítottak volna a szárnyuk alatt. Az utolsó 28 darab B.2-t módosították a gyártósoron, hogy a fegyverfelfüggesztő pontjaik kompatibilisek legyenek a Skybolt szállítására. 1960-ban javasoltak egy B.3-as változatot, megnövelt szárnyfesztávolsággal, amely akár hat Skybolt szállítására is képes lett volna. 1962-ben John F. Kennedy amerikai elnök védelmi minisztere, Robert McNamara javaslatára az USA leállította a Skybolt rakétarendszer fejlesztését, kiváltva ezzel a briteknél az úgynevezett Skybolt-válságot, mivel ezzel kétségessé vált az atomarzenál korszerűsége, így a Blue Steel továbbra is szolgálatban maradt. A problémát végül Harold Macmillan brit miniszterelnök és Kennedy által 1962 decemberében megkötött nassaui egyezmény oldotta meg, ahol megállapodtak, hogy az USA a tengeralattjárókról indítható UGM–27 Polaris ballisztikus rakétákkal fogja ellátni Nagy-Britanniát, ezzel leváltva a légi indítású atomarzenál elrettentésben betöltött szerepét. Amíg a Brit Királyi Haditengerészet tengeralattjárói nem kapták meg az új fegyverzetüket, a Vulcan bombázók új küldetési profilt kaptak:a biztonságos légtérben való áthaladás közben magasan repülnek, majd az ellenséges légtérbe érve alacsony magasságra ereszkednek le, hogy elkerüljék a légvédelmet a megközelítéskor, végül kioldották volna a WE.177B típusú ejtőernyős fékezésű atombombát a cél felett. Azonban a repülőgépet eredetileg nagy magasságban történő repülésre tervezték, így alacsony magasságban nem haladhatták meg a 650 km/h sebességet. Ron Dick, a RAF kétcsillagos tábornoka és egykori Vulcan-pilóta is kérdésesnek tartotta, hogy hatékonyan lehetett-e volna alacsony szinten repülni egy Szovjetunió elleni háborúban.
Miután a Polaris rakétákkal felszerelt tengeralattjárók hadrendbe álltak, a Blue Steelt 1970-ben kivonták a szolgálatból, viszont a Vulcan továbbra is hordozta a WE.177B-t taktikai nukleáris csapásként az európai NATO-erőkhöz való brit hozzájárulás részeként, bár már nem tartottak repülőgépeket békeidőben 15 perces készenlétben. Két bombázószázad szintén Cipruson állomásozott a Közel-Keleti Légierő részeként, és a Központi Szerződés Szervezetéhez (CENTO) rendelt stratégiai csapásmérő szerepet töltött be. A WE.177B és a Vulcan bombázók leváltásával a Blackburn Buccaneer, a SEPECAT Jaguar és a Panavia Tornado típusú repülőgépek és a továbbfejlesztett WE.177C bomba tette ki a brit légierő nukleáris elrettentő képességét egészen az utóbbi 1998-as nyugdíjazásáig, ezzel a Királyi Légierő véglegesen elveszítette az atomcsapás képességét, melyet immár kizárólagosan a Haditengerészet lát el. Bár méretük, felépítésük és bevetési doktrínájuk is alapvetően különbözik, mégis ebben a feladatkörben a vadászbombázó Tornado tekinthető a Vulcan utódtípusának.

### Hagyományos bombázó feladatkörben

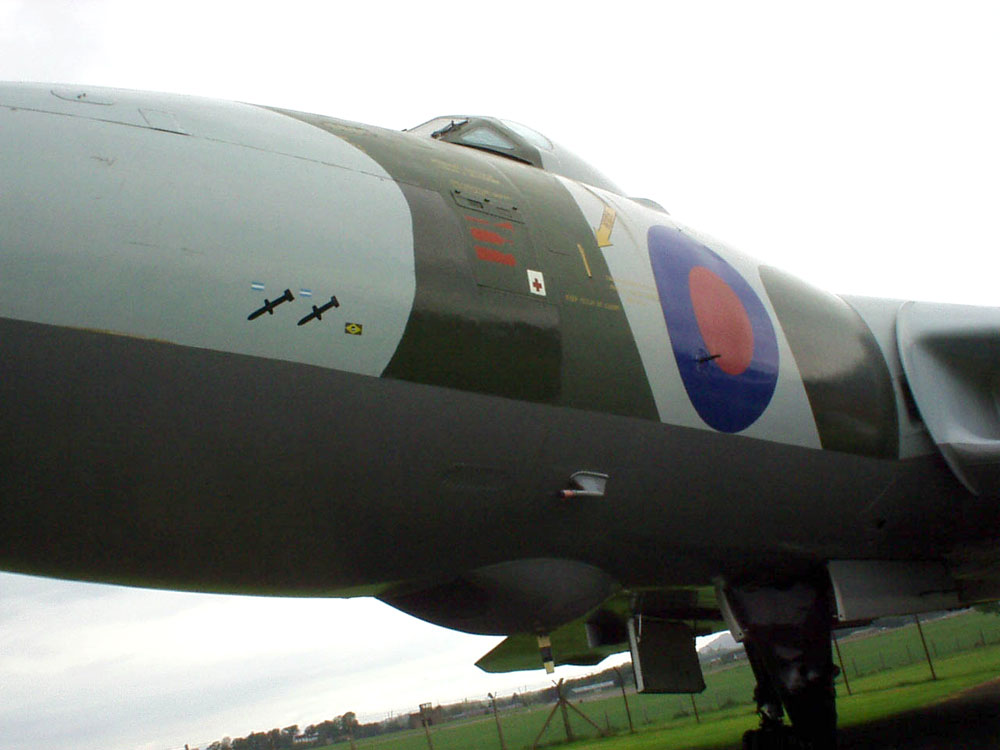
Az XM597, orrán a 2 Black Buck-bevetést és a brazíliai kényszerleszállást megörökítő jelölésekkel

Bár hadműveleti használatban a Vulcan jellemzően különféle nukleáris fegyverzeteket hordozott, a típusnak másodlagosan hagyományos bombázó szerepe is volt. Ezen harci küldetések végrehajtása során a gép bombaterében akár 21 darab 1000 font (454 kg) tömegű légibomba is elfért. Az 1960-as évektől a különböző  osztagok rutinszerűen végeztek hagyományos kiképző küldetéseket, mivel a legénységtől megkövetelték, hogy a kritikus nukleáris csapásmérés mellett hagyományos bombázási küldetéseket is végrehajthassanak.
A Vulcan egyetlen harci küldetésére a típus szolgálatának vége felé, 1982-ben került sor. A falklandi háború alatt a gépeket a Falkland-szigeteket megszálló argentin erők ellen vetették be. A RAF által végrehajtott küldetések Black Buck rajtaütések néven váltak ismertté, aminek különlegességét az extrém nagy távolság adta: minden repülőgépnek 6259 km-re kellett repülnie az Ascension-szigettől, hogy elérje célpontját, Stanleyt a Falkland-szigeteken, majd vissza is kellett onnan térnie. A Victor tankerflotta 11 gépe biztosította a szükséges légiutántöltéseket, hogy a kijelölt egyetlen Vulcan megtehesse a szükséges távolságot, végül körülbelül 5 000 000 liter üzemanyagot használtak fel a teljes küldetés során.
1982. április 9-én kezdődtek a mérnöki munkák a küldetéseket végrehajtó öt bombázó előkészítésére. Mindegyik repülőgépen módosítani kellett a bombateret, vissza kellett állítani a régóta használaton kívüli légiutántöltő-rendszert, be kellett szerelni a Vickers VC10-ből származó új navigációs rendszert, és frissíteni kellett számos fedélzeti elektronikát. A szárnyak alá új pilonokat szereltek fel az ECM zavaróberendezés és az AGM–45 Shrike lokátorromboló rakéták szállítására a szárnyak függesztési pontjain.
Május 1-jén az első küldetést egyetlen az XM607 lajstromú gép hajtotta végre, amely átrepült Port Stanley felett, és bombáit a reptérre dobta, az egyetlen kifutópályára koncentrálva. Mindössze egyetlen közvetlen találatot ért el, de ez már elégnek bizonyult, hogy a reptér ne legyen alkalmas az argentin vadászrepülőgépek odatelepítésére. A bombázó küldetését gyorsan követték a légvédelmi létesítmények elleni csapások, amelyeket a British Aerospace Sea Harrierek hajtottak végre a Királyi Haditengerészet repülőgép-hordozóiról. További két küldetés során rakétákat indítottak a radarberendezések ellen, de két további küldetést töröltek. Akkoriban ezek a küldetések tartották a világ legtávolabbi légi rajtaütéseinek rekordját. A gépek ECM rendszerei hatékonynak bizonyultak az argentin radarok zavarásában; amíg a harctéren tartózkodtak, a közelben lévő többi brit repülőgépnek kisebb volt az esélye, hogy hatékony argentin tűz alá kerüljenek.
1982. június 3-án az 50. század XM597-es lajstromú gépe részt vett a Black Buck 6 küldetésben, melynek célpontjai argentin radarállomások voltak Stanley repülőterén. Miközben visszaúton megpróbált tankolni, hogy visszatérjen az Ascension-szigetre, az utántöltőcsonk letört, így a Vulcan nem kapott elegendő üzemanyagot, és más lehetőség hiányában a semleges Brazíliában található Rio de Janeiro-i Galeão légibázis felé változtatta az irányt. Útközben a titkosított iratoktól megszabadultak a megmaradt két AGM–45 Shrike rakétával együtt, de az egyiket végül nem sikerült leoldani. Egy vészhelyzeti hívást követően a bombázó a brazil légierő Northrop F-5 vadászgépeinek kíséretében sikeres kényszerleszállást hajtott végre Rióban, bár már veszélyesen kevés üzemanyaga maradt. A gépet és legénységét az ellenségeskedés kilenc napra internálták, majd a repülővel együtt szabadon távozhattak, de a rakétát át kellett adniuk a brazil hatóságoknak.

### Légi felderítés
1973 novemberében, a Victor SR.2-esekkel felszerelt 543. felderítőszázad tervezett feloszlatásával párhuzamosan a Légierő scamptoni bázisának Vulcanokkal felszerelt 27. századát jelölték ki a tengeri radarfelderítés feladatára. Az osztag nagy magasságú járőrözést végzett a Brit-szigetek körüli tengereken, beleértve a stratégiailag fontos GIUK-átjárót Izland és az Egyesült Királyság között. Békeidőben ezt kiegészíthette az érdeklődésre számot tartó célpontok alacsony magasságon való vizuális azonosítása és fényképezése. Háború esetén a potenciális célpontok vizuális azonosítását Buccaneerek vagy Canberrák vették volna át, és koordinálták volna a Buccaneer-flotta támadásait az ellenséges hajók ellen. Bár kezdetben számos B.2-es repülőgép átalakítását tervezték, a század végül kilenc B.2-es haditengerészeti felderítő (MRR) repülőgépet üzemeltetett, amik a nem hivatalos SR.2 altípusként is ismertek. A repülőgépeket a TFR eltávolításával és a LORAN C rádiónavigációs eszköz beszerelésével módosították a feladatra. A legfőbb külső eltérés a többi típushoz képest egy extra fényes festékréteg és a világosszürke alsó felület jelentette, amelyek a tengeri vízpermettől és korróziótól óvták a szerkezetet.
A század a légköri mintavételezés másodlagos szerepét is az 543. századtól örökölte. Ez magában foglalta a levegőben szálló szennyeződések felhőin való átrepülést, és a fedélzeti berendezések segítségével a légköri és a föld alatti nukleáris kísérleti robbantások során felszabaduló radioaktív csapadékot összegyűjtötték, hogy később az aldermastoni Atomfegyverkutató Intézetben elemezzék. Öt repülőgépre kis pilonokat szereltek fel a feleslegessé vált Skybolt függesztőpontokra, amelyek segítségével tüzelőanyag-póttartályok átalakításával készített mintavételező konténereket lehetett csatlakoztatni. A századot 1982 márciusának legvégén Scamptonban oszlatták fel, radarfelderítési feladatait a Hawker-Siddeley Nimrod vette át.

### Légi utántöltő feladatkörben
A falklandi háború 1982-es befejezése után az összes aktív Avro Vulcant még abban az évben ki kellett volna vonni a RAF szolgálatából. A hadművelet azonban felemésztette a Victor tankerflotta még hátralévő szerkezeti élettartamának nagy részét. Ugyan az utasforgalomból kikerülő Vickers VC10 tankerekké átalakítását már 1978-ban elrendelték és a 9 gép átépítését a következő évben már el is kezdték, a Lockheed TriStar tankereket pedig a konfliktus után rendelték meg, de ideiglenes megoldásként addig hat Vulcant egycsatlakozós tankerré alakítottak át. Ehhez eltávolították az elektronikus zavaróberendezéseket a repülőgép farkában lévő ECM-rekeszből, és egyetlen tömlődob-egységre cserélték ki őket. A bombatérbe szerelt további hengeres tartályba 45 000 kg üzemanyag fért. A biztonságosabb utántöltés érdekében a gépek alsó oldalán a szárny hátsó fele és a bombatér ajtaja rikító fehér festést kapott, hogy jobb legyen a gép láthatósága.  A hat repülőgép átalakítására 1982. május 4-én adtak engedélyt. Mindössze 50 nappal a rendelés után az első tankert, az XH561-et már le is szállították a RAF Waddington légibázisnak. A K.2-eseket az 50. osztag üzemeltette három hagyományos B.2-vel együtt, az Egyesült Királyság légvédelmi tevékenységének támogatására egészen 1984 márciusáig.

## Típusváltozatok
B.1

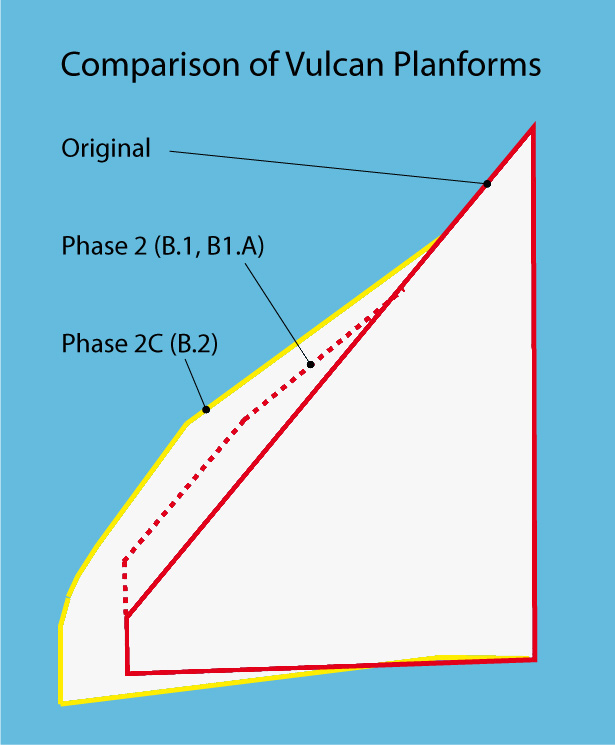
A gépen használt 3 eltérő szárnytípus

Az elsőként sorozatgyártásba kerülő Vulcan-típus. Az első néhány példány egyenes belépőéllel rendelkezett, később utólag 2 osztatú (megtört) szárnyakkal szerelték fel. A korai példányok kezdetben ezüstszürkék voltak, ezt később fehérre cserélték, ami visszaverné egy esetleges atomrobbanás hősugárzását („anti-flash white”). Sokukat átalakították a B.1A szabványra 1959-1963 között. Az utolsó néhány módosítatlan B.1 szolgálata a 230 OCU lajstromú gép 1966-os kivonásával ért véget. A típus utolsó repülése XA903-as hajtómű-tesztelő géppel 1979 márciusában történt.
B.1A
A típus gyakorlatilag egy B.1 modernebb motorvezérlő rendszerrel (ECM) és nagyobb farokkúppal, amely már a későbbi B.2-es típushoz hasonlított. Ellentétben a B.2-vel, a B.1A nem esett át kiterjedt szárnyerősítésen az alacsony szintű repüléshez. A típust 1966-67 között vonták ki a szolgálatból.
B.2
A B.1 továbbfejlesztett változata. Módosított geometriájú, nagyobb fesztávú, vékonyabb „gótikus deltaszárnyat” kapott, mint a B.1 (2C szárny), és Olympus 201-202 vagy Olympus 301 hajtóművekkel látták el, ezzel jelentősen javítva a tolóerő-tömeg arányt. Az új hajtóművek típusuktól függően a korábbi 49 kN helyett már 76 és 89 kN tolóerőt adtak le egyenként. A repülőgép elektromos ellátásán jelentősen javítottak az AAPP és Ram Air Turbine (RAT) rendszerek segítségével. Az ECM hasonló a B.1A-hoz. A legtöbb repülőgép az 1960-as évek közepén földkövető radart (TFR) kapott az orrkúpjába, emellett radarzavarók kerültek a függőleges vezérsíkra, amely így szögletes felsőt kapott az 1970-es évek közepétől.
B.2 (MRR)
Kilenc B.2-t tengeri radarfelderítő (maritime radar reconnaissance, MRR) feladatkörre alakítottak át, a TFR-t eltávolították belőlük. Öt repülőgépet tovább módosítottak a légi felderítésre. Jellegzetességük a fényes világosszürke festés a gépek alsó oldalán.
K.2
Hat B.2-est a későbbiekben átalakítottak légi utántöltésre Mark 17 tömlődob-egységgel (HDU), félig a farokkúpba süllyesztve. Az eredeti tervek szerint mindegyik repülőgép bombaterébe egy-egy HDU-t szereltek volna fel, de ez különböző okok miatt kivitelezhetetlennek bizonyult, így az utántöltő-berendezés az ECM és a HDU helyére került a farokkúpba. Mindegyik K.2 bombaterébe három üzemanyagtartályt építettek be, amelyek egyenként 4546 literes (1200 amerikai gallon / 1000 birodalmi gallon) űrtartalmúak voltak. A HDU-t periszkóp segítségével irányították. A repülőgép megőrizte az álcázó színeket, kivéve azt, hogy fehérre festették egy széles sávban a hasi oldalán és a szárny alsó részén, a szárny hátsó részénél, és igazítási jelölésekkel segítették a többi pilótát az utántöltéshez való pozicionáláskor. Az éjszakai utántöltések támogatására reflektorokat szereltek fel, és egyes források szerint transzpondert is alkalmaztak, hogy segítsék a többieket a tanker megtalálásában.  Ez volt az egyetlen Vulcan-variáns, amely vészhelyzetben üzemanyagot tudott kiengedni.
B.3
A tervezett változat hosszú távú bevetésekre alkalmas rakétahordozónak készült volna, amely akár hat Skybolt rakétát is képes lett volna hordozni legfeljebb 12 órás repüléseken. A típus végül soha nem épült meg.

### A típusváltozatok összehasonlítása
|                                  | B.1                                                                             | B.1A                                                                            | B.2 | B.2 (MRR)                                                                                   | K.2                                                                                         |
| -------------------------------- | ------------------------------------------------------------------------------- | ------------------------------------------------------------------------------- | --- | ------------------------------------------------------------------------------------------- | ------------------------------------------------------------------------------------------- |
| Szárnyfesztáv                    | 30,30 m                                                                         | 30,30 m                                                                         | 33,83 m | 33,83 m                                                                                     | 33,83 m                                                                                     |
| Hossz                            | 29,59 m                                                                         | 32,16 m (30,45 m légiutántöltő-szonda nélkül)                                   | 32,16 m (30,45 m légiutántöltő-szonda nélkül)                                                                   | 32,16 m (30,45 m légiutántöltő-szonda nélkül)                                               | 32,16 m (30,45 m légiutántöltő-szonda nélkül)                                               |
| Magasság                         | 8,08 m                                                                          | 8,08 m                                                                          | 8,26 m | 8,26 m                                                                                      | 8,26 m                                                                                      |
| Szárnyfelület                    | 330,2 m2                                                                        | 330,2 m2                                                                        | 368,3 m2 | 368,3 m2                                                                                    | 368,3 m2                                                                                    |
| Maximális felszállótömeg         | 76 000 kg 84 000 kg (bevetéskor)                                                | 76 000 kg 84 000 kg (bevetéskor)                                                | 93 000 kg | 93 000 kg                                                                                   | 93 000 kg                                                                                   |
| Utazósebesség                    | 0,86 mach                                                                       | 0,86 mach                                                                       | 0,86 mach | 0,86 mach                                                                                   | 0,86 mach                                                                                   |
| Maximális sebesség               | 0,95 mach                                                                       | 0,95 mach                                                                       | 0,93 mach (0,92 mach Olympus 301 hajtóművekkel)                                                                 | 0,93 mach                                                                                   | Ismeretlen                                                                                  |
| Szolgálati sebesség              | 17 000 m                                                                        | 17 000 m                                                                        | 14 000 – 17 000 m (Az oxigénellátástól függően, a sárkányszerkezetnek nem volt korlátozása)                     | 14 000 – 17 000 m (Az oxigénellátástól függően, a sárkányszerkezetnek nem volt korlátozása) | 14 000 – 17 000 m (Az oxigénellátástól függően, a sárkányszerkezetnek nem volt korlátozása) |
| Elektromos rendszer              | 112 V egyenáram                                                                 | 112 V egyenáram                                                                 | 115/200 V 3 fázisú váltakozó áram 400 Hz                                                                        | 115/200 V 3 fázisú váltakozó áram 400 Hz                                                    | 115/200 V 3 fázisú váltakozó áram 400 Hz                                                    |
| Vészhelyzeti elektromos rendszer | Akkumulátor                                                                     | Akkumulátor                                                                     | Ram air turbine és Airborne Auxiliary Power Plant rendszerek                                                    | Ram air turbine és Airborne Auxiliary Power Plant rendszerek                                | Ram air turbine és Airborne Auxiliary Power Plant rendszerek                                |
| Hajtóművek                       | 4 × Bristol Olympus 101, 102 vagy 104                                           | 4 × Bristol Olympus 104                                                         | 4 × Bristol Siddeley Olympus 200-as sorozat, 301                                                                | 4 × Bristol Siddeley Olympus 200-as sorozat                                                 | 4 × Bristol Siddeley Olympus 200-as sorozat                                                 |
| Üzemanyag-kapacitás              | 42 200 l / 33 675 kg kerozin)                                                   | 42 200 l / 33 675 kg kerozin)                                                   | 42 100 l / 33 602 kg kerozin                                                                                    | 42 100 l / 33 602 kg kerozin                                                                | 42 100 l / 33 602 kg kerozin                                                                |
| Üzemanyag-kapacitás (bombatér)   | Nincs                                                                           | Nincs                                                                           | 0-9047 l / 0-7221 kg                                                                                            | 0 – 9047 l / 0 – 7221 kg (2 db hengeres tartályban)                                         | 0 – 13 570 l / 0 – 10 832 kg (2 db hengeres tartályban)                                     |
| Repülésirányítás                 | 1 × oldalkormány(duplex), 4 × magassági kormány, 4 × csűrő                      | 1 × oldalkormány(duplex), 4 × magassági kormány, 4 × csűrő                      | 1 × oldalkormány (duplex), 8 × elevon                                                                           | 1 × oldalkormány (duplex), 8 × elevon                                                       | 1 × oldalkormány (duplex), 8 × elevon                                                       |
| Fegyverzet                       | 1 × szabadesésű atombomba, vagy 21 × 1000 fontos (450 kg) hagyományos légibomba | 1 × szabadesésű atombomba, vagy 21 × 1000 fontos (450 kg) hagyományos légibomba | 1 × Blue Steel atomrakéta, vagy 1 × szabadesésű atombomba, vagy 21 × 1000 fontos (450 kg) hagyományos légibomba | Nincs                                                                                       | Nincs                                                                                       |

### A legyártott gépek
Összesen 2 prototípust és 134 sorozatgyártású Vulcant szereltek össze a Woodford Aerodrome-ban, 45 darabot a B.1-es és 89 darabot a B.2-es kivitelben, az utolsó példányt 1965 januárjában adták át a RAF-nak.
| Szerződéskötés dátuma | Darabszám | Típus      | Átadás |
| --------------------- | --------- | ---------- | --- |
| 1948. július 6.       | 2         | prototípus | A két prototípust 1952 augusztusában és 1953 szeptemberében szállították le.                                                                   |
| 1952. augusztus 14.   | 25        | B.1        | Az első 25 sorozatgyártású repülőgép első repülése 1955. február 4., leszállítása 1955 júniusa és 1957 decembere között történt.               |
| 1954. szeptember 30.  | 20        | B.1        | Leszállítva 1958 januárja és 1959 áprilisa között                                                                                              |
| 1954. szeptember 30.  | 17        | B.2        | Leszállítva 1959 szeptembere és 1960 decembere között                                                                                          |
| 1955. március 31.     | 8         | B.2        | Leszállítva 1961 januárja és májusa között |
| 1956. február 25.     | 24        | B.2        | Leszállítva 1961 júliusa és 1962 novembere között                                                                                              |
| 1958. január 22.      | 40        | B.2        | 1963 februárja és 1965 januárja között szállították le, közülük az egyik repülőgép sosem repült, hanem statikus tesztrepülőgépként használták. |
| Összesen              | 136       |            | |

## Megrendelők és üzemeltetők

### Üzemeltetők

#### Brit Királyi Légierő
- 9. bombázószázad (B.2 1962-1982 között)
- 12. bombázószázad (B.2 1962-1967 között)
- 27. bombázószázad (B.2 1961-1972 és B.2 (MRR) 1973-1982 között)
- 35. bombázószázad (B.2 1962-1982 között)
- 44. bombázószázad (B.1/B.1A 1960-1967 és B.2 1966-1982 között)
- 50. bombázószázad (B.1/B.1A 1961-1966-ig, majd B.2 1966-1984-ig és K.2 1982-1984 között)
- 83. bombázószázad (a típussal elsőként felszerelt bombázószázad; B.1/B.1A 957-1960-ig, majd B.2 1960-1969 között)
- 101. bombázószázad (B.1/B1A 1957-1967-ig, majd B.2 1967-1982 között)
- 617. bombázószázad (OB.1/B1A 1958-1961-ig, majd B.2 1961-1981 között)
- 230 OCU (Operational Conversion Unit) ki- és átképzőegység 1956-1981 között. Az első egység, amely a Vulcanokat üzemeltette, és azok személyzetének repülési és üzemeltetési kiképzését biztosította
- Bomber Command Development Unit

Vulcan ToThe SkyTrust
- Az 1993-tól nem maradt több repülőképes bombázó a típusból. Az alapítvány célul tűzte ki az XH558 lajstromú gép megőrzését, és ismételten röpképessé tételét.[51][52] A közel 8 évnyi munkával felújított gép végül 2007-ben emelkedett ismét a levegőbe.[53] A Spirit of Great Britain névre keresztelt bombázó éveken át üzemeltették a Doncaster Sheffield reptéri központjukból, a gép évekig a brit repülőnapok legnagyobb szenzációjának számított. A véges alkatrészkészlet és a sárkányszerkezet élettartamának lejártával végül 2015-ben végleg a földre kényszerült a gép, melyet azóta gurulóképes állapotban tartanak.[54]

### Export tervek
Más országok is érdeklődést mutattak a Vulcanok beszerzése iránt, de a többi V-bombázóhoz hasonlóan a külföldi eladások végül nem valósultak meg.
Az Ausztrál Királyi Légierő (RAAF) már 1954-ben felismerte, hogy az English Electric Canberra bombázóflottája hamarosan elavulttá válhat. Olyan lehetséges helyettesítő típusokat vettek fontolóra, mint a Boeing B-47E, a Handley-Page Victor és az Avro Vulcan.A Canberra leváltására irányuló politikai nyomás 1962-ben csúcsosodott ki, ekkorra már rendelkezésre álltak az olyan agilis, szuperszonikus bombázók/stratégiai csapásmérő repülőgépek, mint az amerikai North American A-5 Vigilante, a General Dynamics F-111és a brit (később törölt) BAC TSR-2. Ha az ausztrál kormány előrendelte volna a TSR-2-t, akkor több V-bombázó, köztük Vulcanok is rendelkezésre álltak volna a RAAF átmeneti használatára, azonban az ausztrálok végül az F-111C-t rendelték meg. Érdekesség, hogy az Egyesült Királyság kormánya majdnem követte ezt a döntést, és a TSR-2-program törlése után elgondolkodtak az F-111K-k beszerzésén, végül a Panavia Tornado lett a győztes típus.
Az 1980-as évek elején Argentína azzal a javaslattal fordult az Egyesült Királysághoz, hogy vásárolna néhány Vulcant. Az 1981 szeptemberében benyújtott kérelemben egy megfelelő repülőgép mielőbbi rendelkezésre állását kérték. A brit miniszterek némi vonakodással jóváhagyták egyetlen repülőgép kivitelét, de hangsúlyozták, hogy nem adtak engedélyt nagyobb számban történő értékesítésre. A brit Külügyi és Nemzetközösségi Hivatal 1982 januárjában a Védelmi Minisztériumhoz intézett levele szerint erre kevés esélyt láttak anélkül, hogy meggyőződtek volna az argentin érdeklődésről, és arról, hogy ez az érdeklődés hiteles volt-e, mivel az indoklásuk szerint „ránézésre egy csapásmérő repülőgép teljesen alkalmas lenne a Falkland-szigetek elleni támadásra.” Argentína kevesebb mint három hónappal később ténylegesen megszállta a Falkland-szigeteket, ami után gyorsan brit embargót rendeltek el bármilyen katonai felszerelés eladására, így ez a terv sem valósult meg.

## Tények és érdekességek
- Kezdetben a Vulcan festése fehér volt, hogy az atomvillanás hőjét visszaverje
- A pilótáknak volt katapultülésük, de a személyzet többi tagjának vész esetén önerőből kellett elhagynia a gépet
- A magasan ülő pilóták a gurulás megkönnyítésére periszkópot használtak
- Továbbfejlesztett Bristol Olympus hajtóművét kapta meg később a szuperszonikus Concorde utasszállító
- Nagy magasságú légiharcokban a Vulcan le tudta fordulózni az F-15-öst
- A Falkland-szigetek bombázásakor bevetésenként 12 650 km-t tettek meg a Vulcanok a levegőben

## Galéria

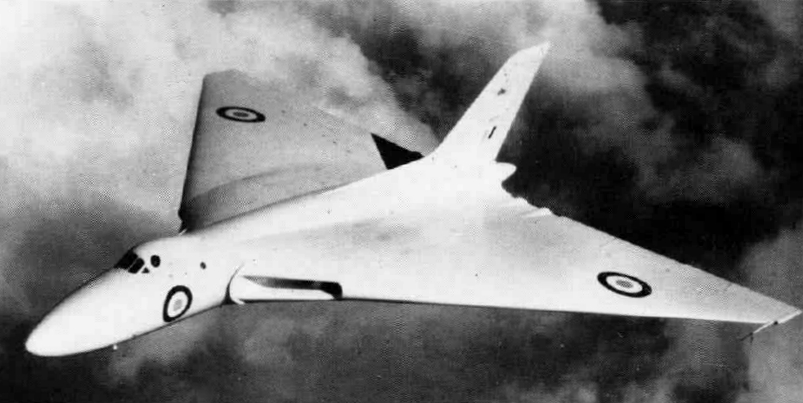
XV770, az első prototípus
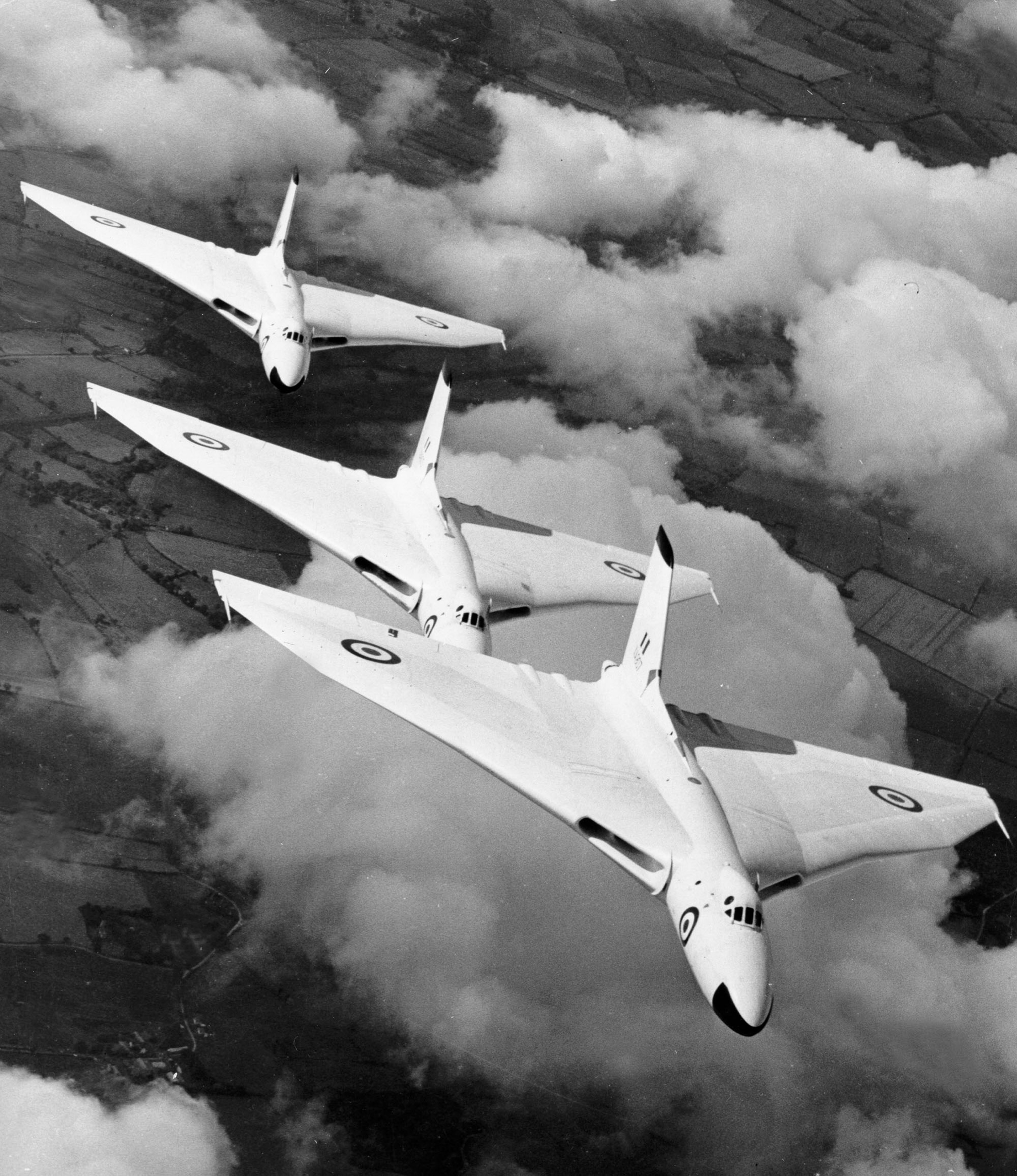
„Anti-flash white” festésű B.1 kötelék 1957-ben
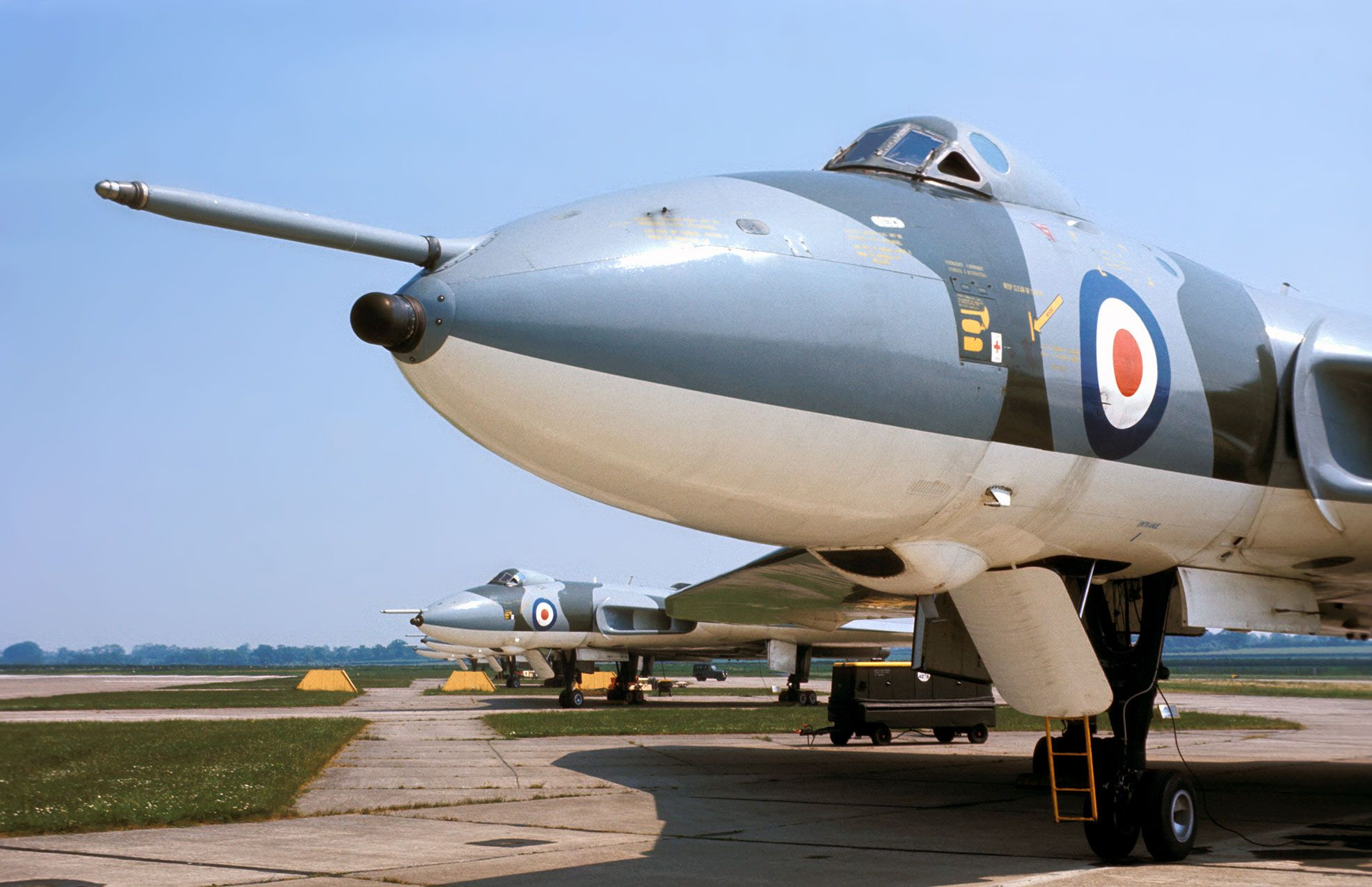
A RAF Cottesmore bázis bombázói félig fehér, félig álcafestéssel
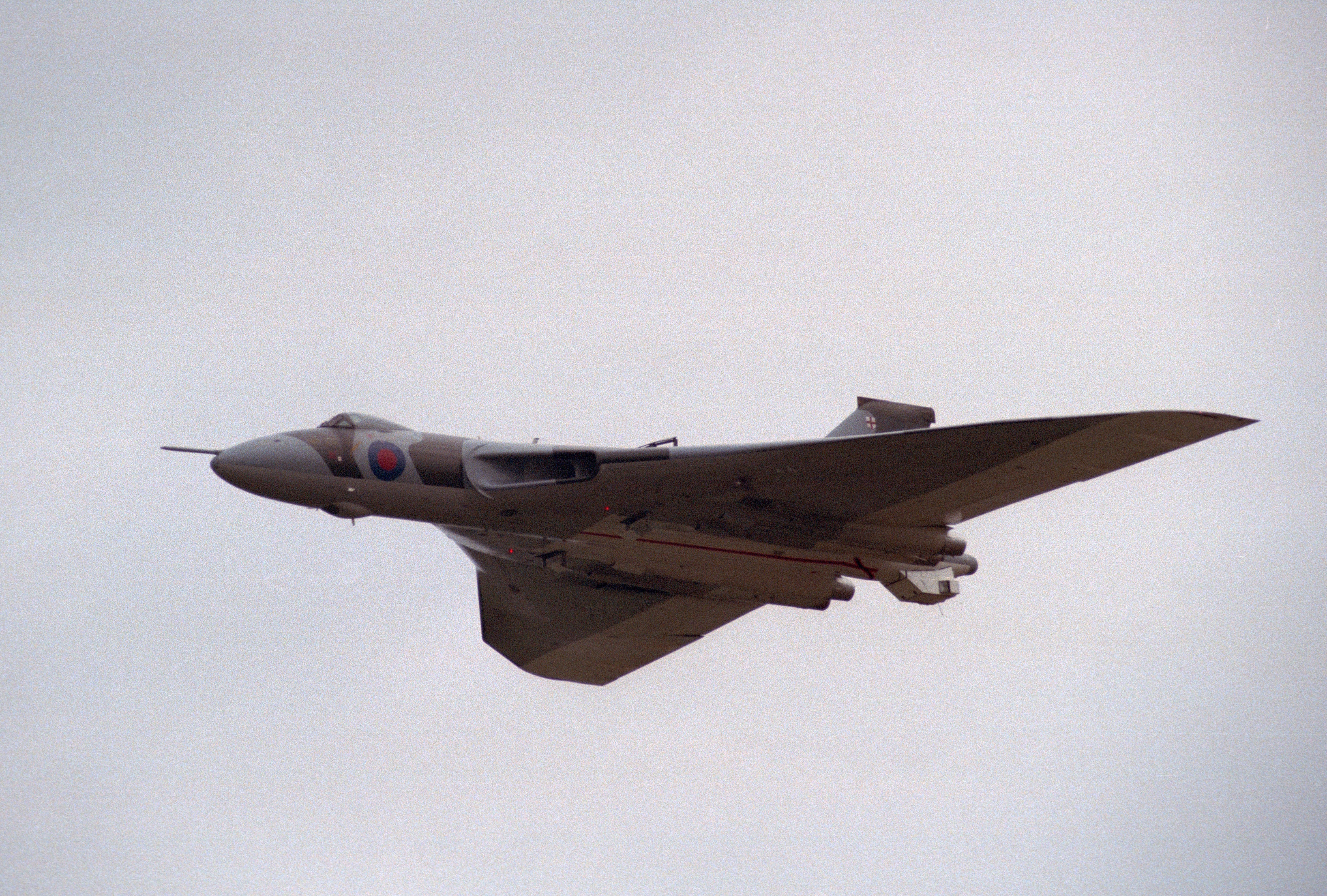
K.2 tanker a jellegzetes hátsó fehér festéssel és a töltőberendezéssel
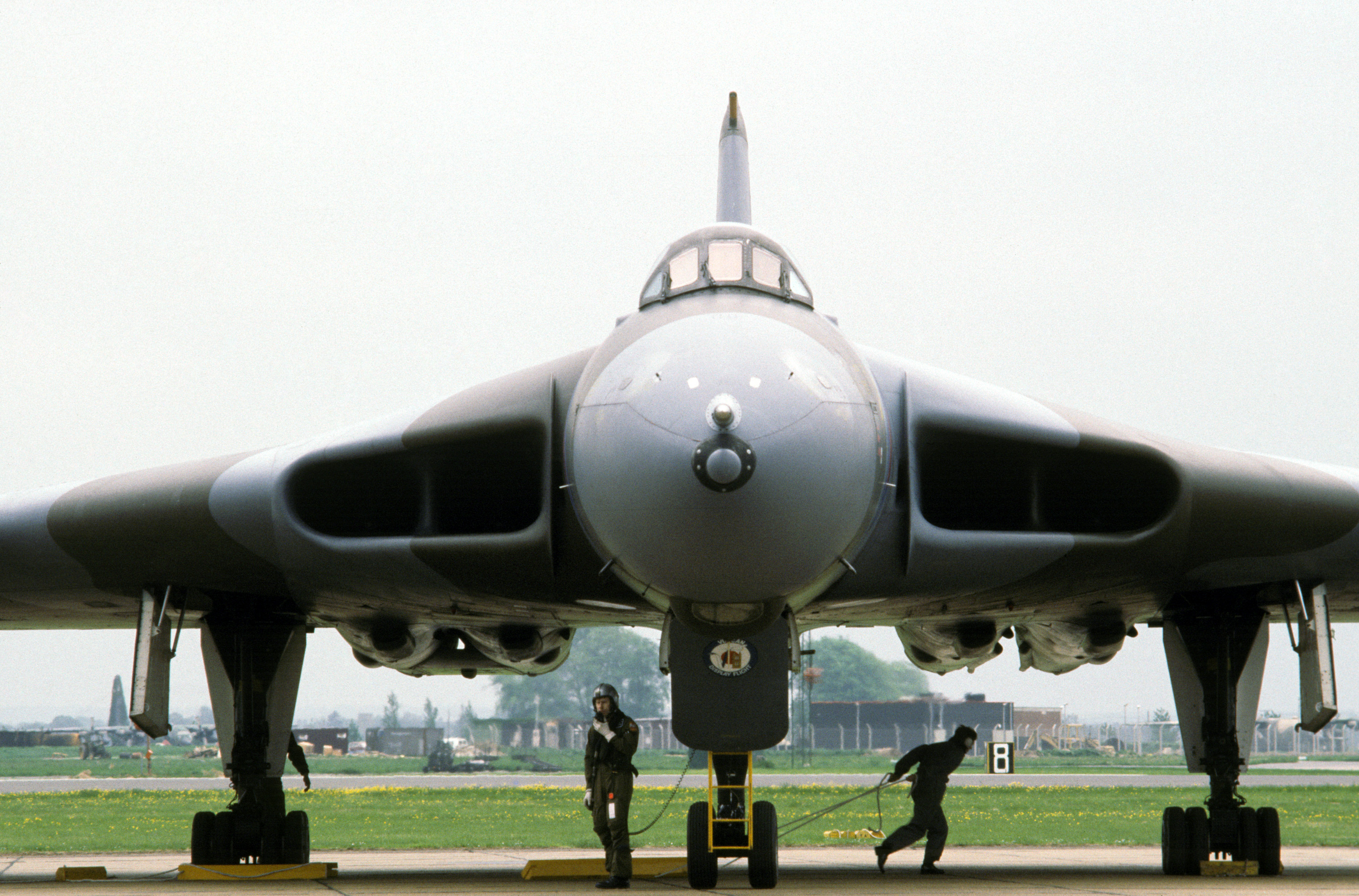
Szembenézet a jellegzetes légbeömlőkkel
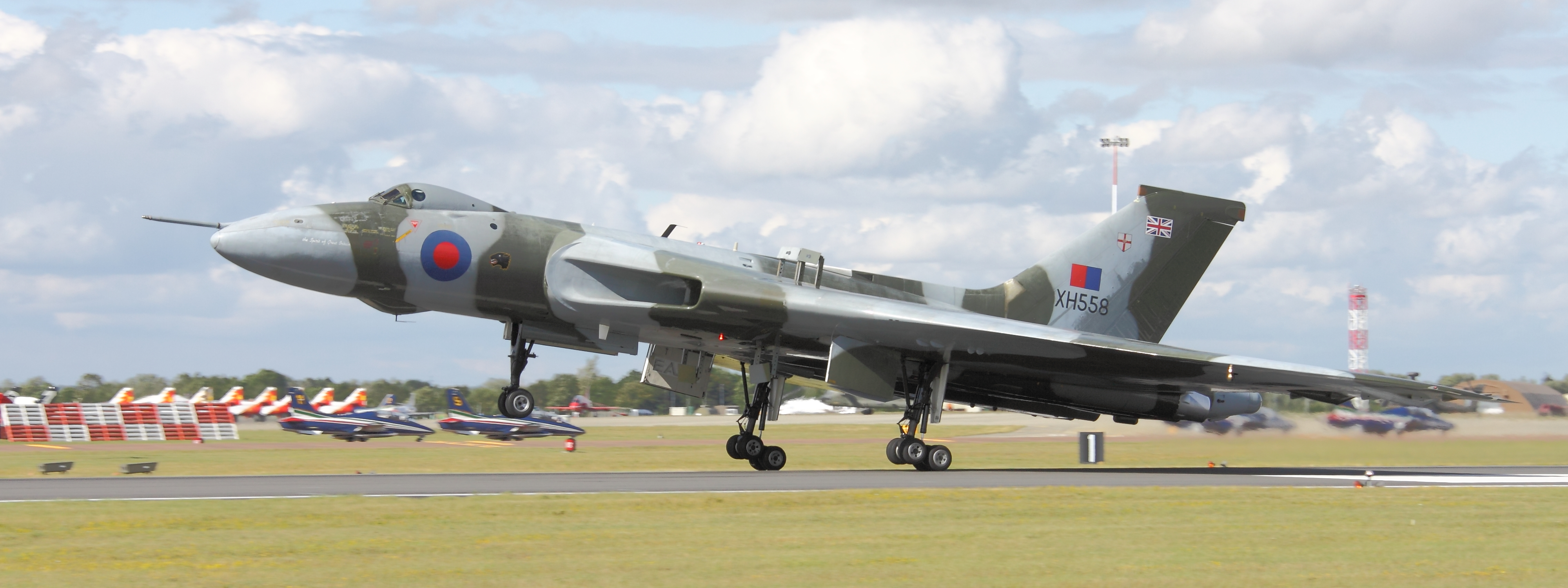
Leszállás közben kiengedett szárnyfékekkel
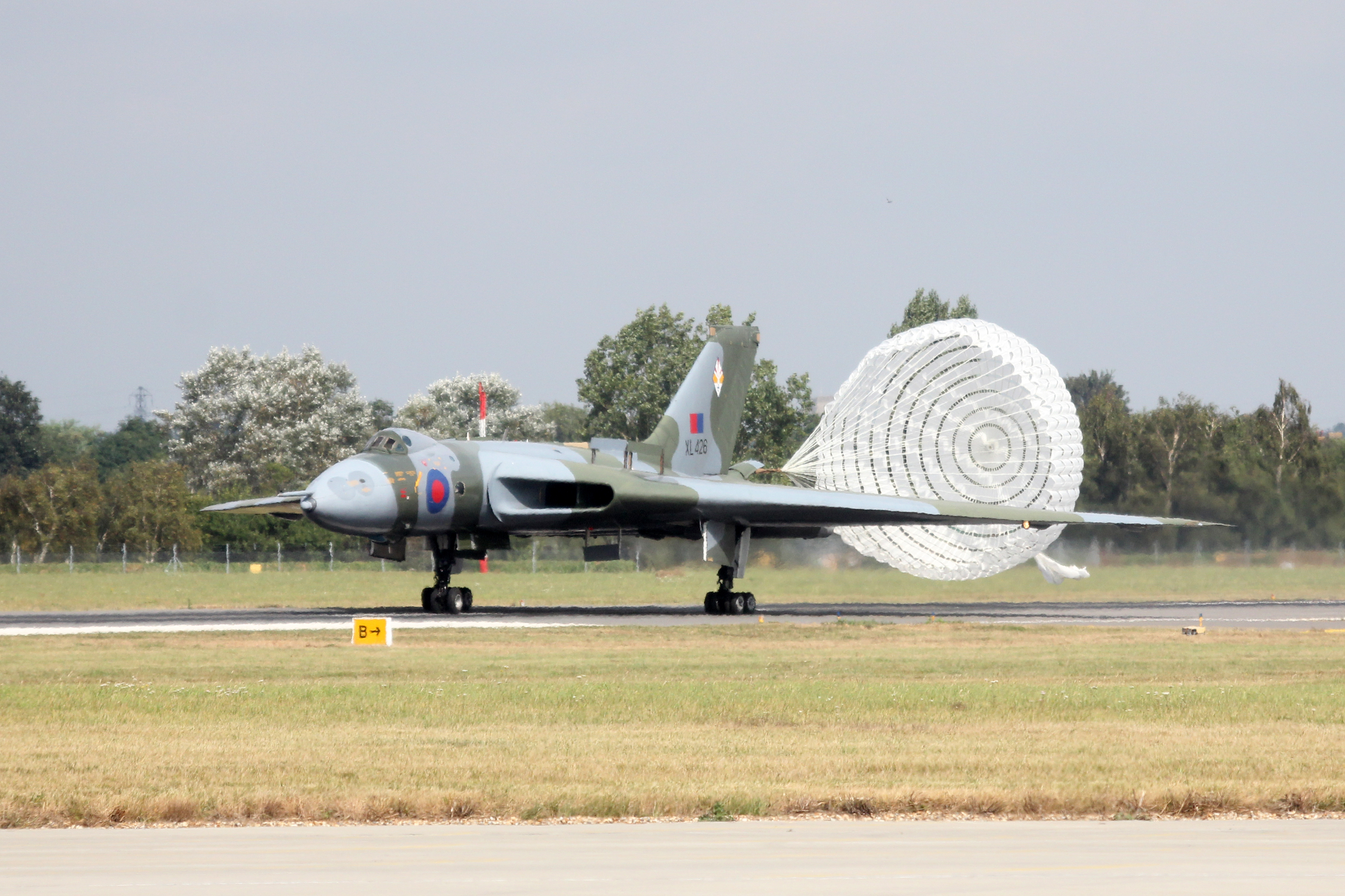
Nyitott fékernyővel
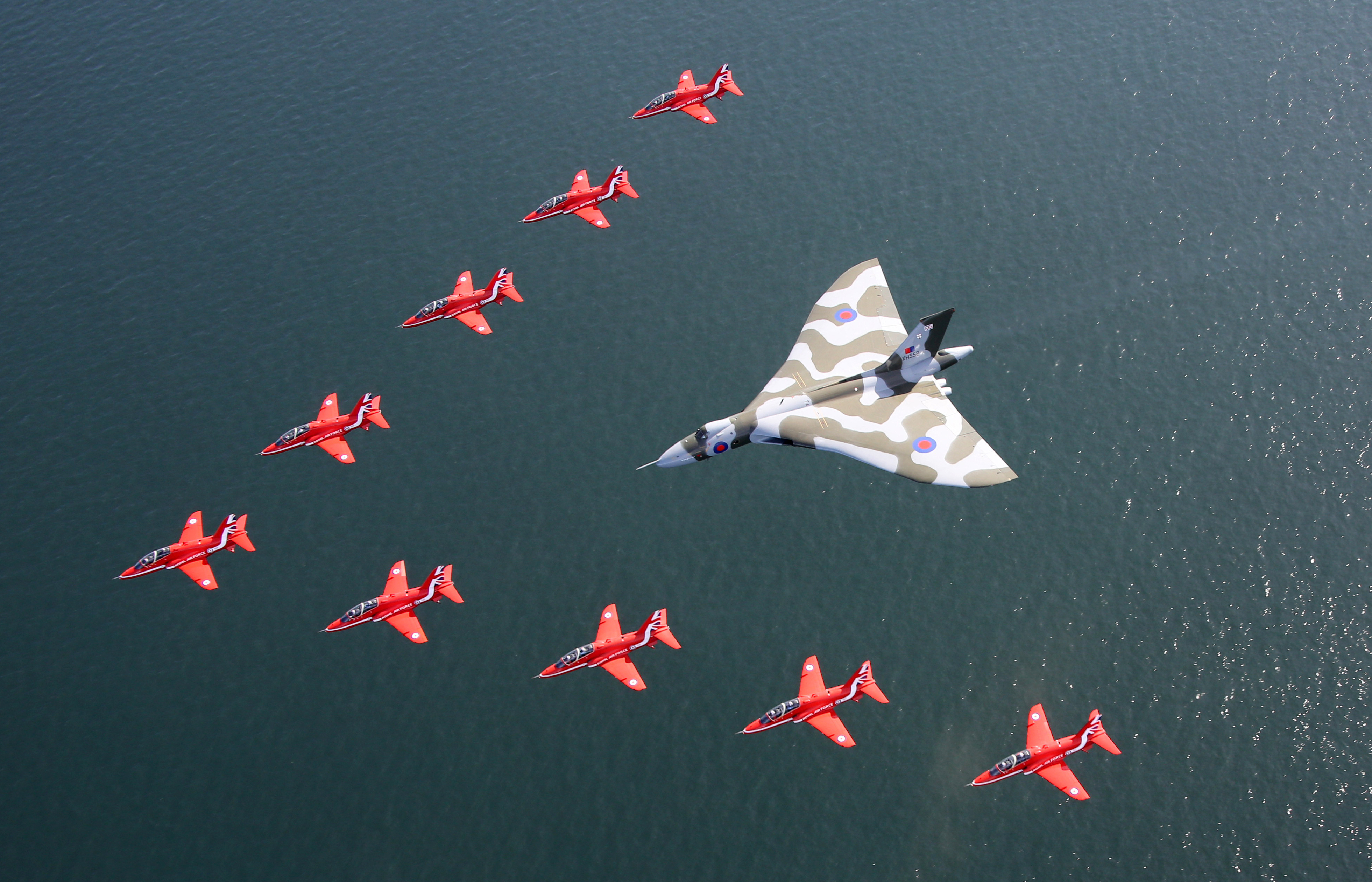
Az XH558 egyik 2015-ös búcsúrepülése a Red Arrows műrepülő kötelékének kíséretében
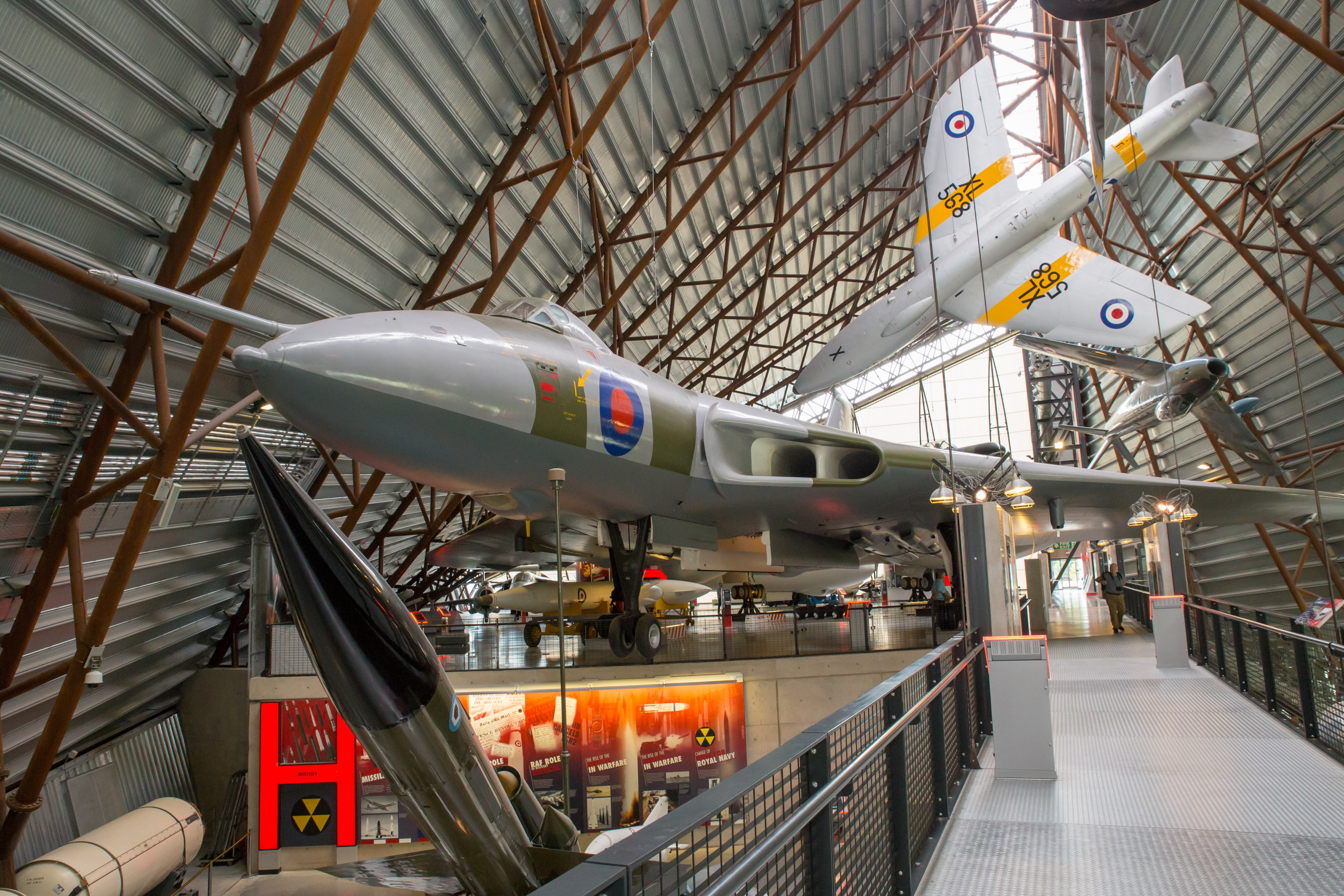
Kiállítva a RAF cosfordi múzeumában

## Fordítás
- Ez a szócikk részben vagy egészben  az   Avro Vulcan című angol Wikipédia-szócikk ezen változatának fordításán alapul.  Az eredeti cikk szerkesztőit annak laptörténete sorolja fel. Ez a jelzés csupán a megfogalmazás eredetét és a szerzői jogokat jelzi, nem szolgál a cikkben szereplő információk forrásmegjelöléseként.